# Kalisz Pomorski
Kalisz Pomorski (deutsch: Kallies) ist eine Kleinstadt und Sitz einer Stadt- und Landgemeinde im Powiat Drawski (Dramburgischen Kreis) in der polnischen Woiwodschaft Westpommern.

## Geographische Lage

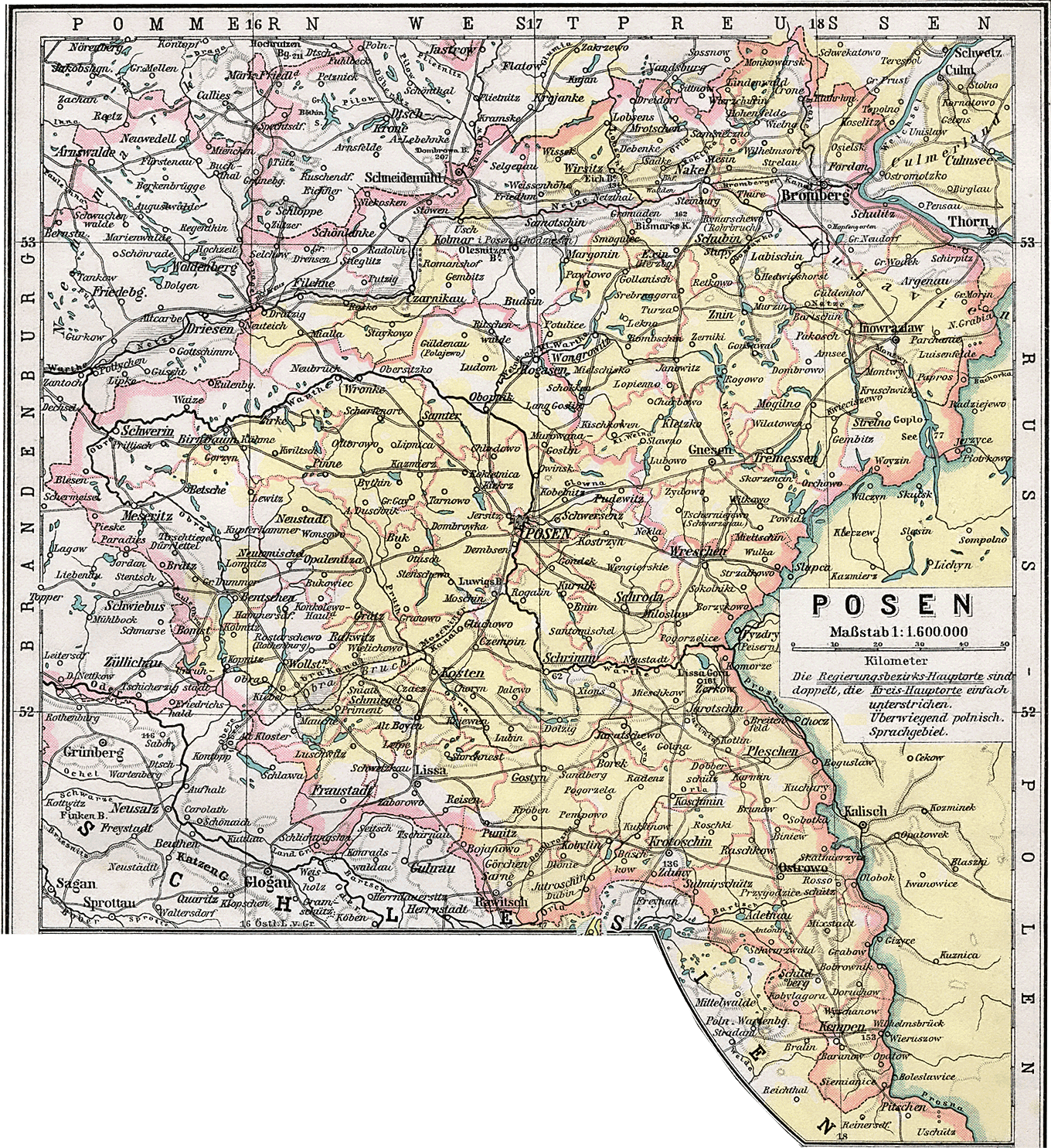
Kallies (Callies) nordwestlich der Stadt Schneidemühl und nordöstlich der Stadt Arnswalde – siehe obere Bildhälfte – auf einer Landkarte der Provinz Posen von 1905 (gelb markierte Flächen kennzeichnen Gebiete mit seinerzeit mehrheitlich polnischsprachiger Bevölkerung)

Stadtpanorama von Kallies auf einer Lithographie aus der Zeit vor 1846

Die Stadt liegt in Hinterpommern in einer Talsenke des Pommerschen Höhenrückens umgeben von vier Seen, etwa 60 Kilometer ostsüdöstlich von Stargard und 90 Kilometer ostsüdöstlich von Stettin auf einer Höhe von 89 m über dem Meeresspiegel. Zwanzig Kilometer südlich der Stadt beginnt der Draheimer Nationalpark. Im Norden und Süden verlaufen die Draheimer und die Kroner Seeplatten.
Der Ort ist ein touristisches Zentrum mit Seestrand, Wassersportmöglichkeiten und weitläufigen Wanderwegen.

## Geschichte

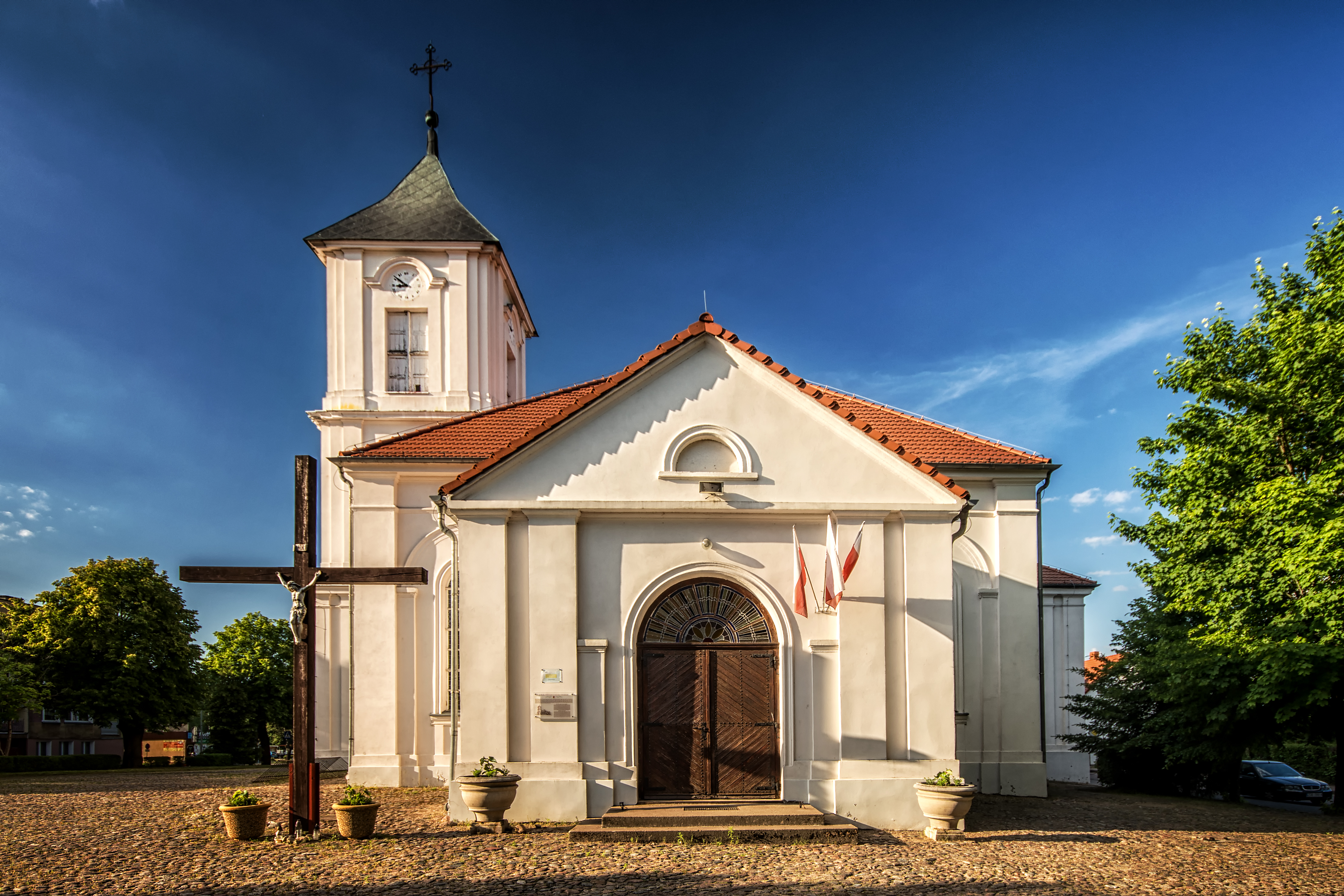
Stadtkirche (bis 1945 evangelisch)

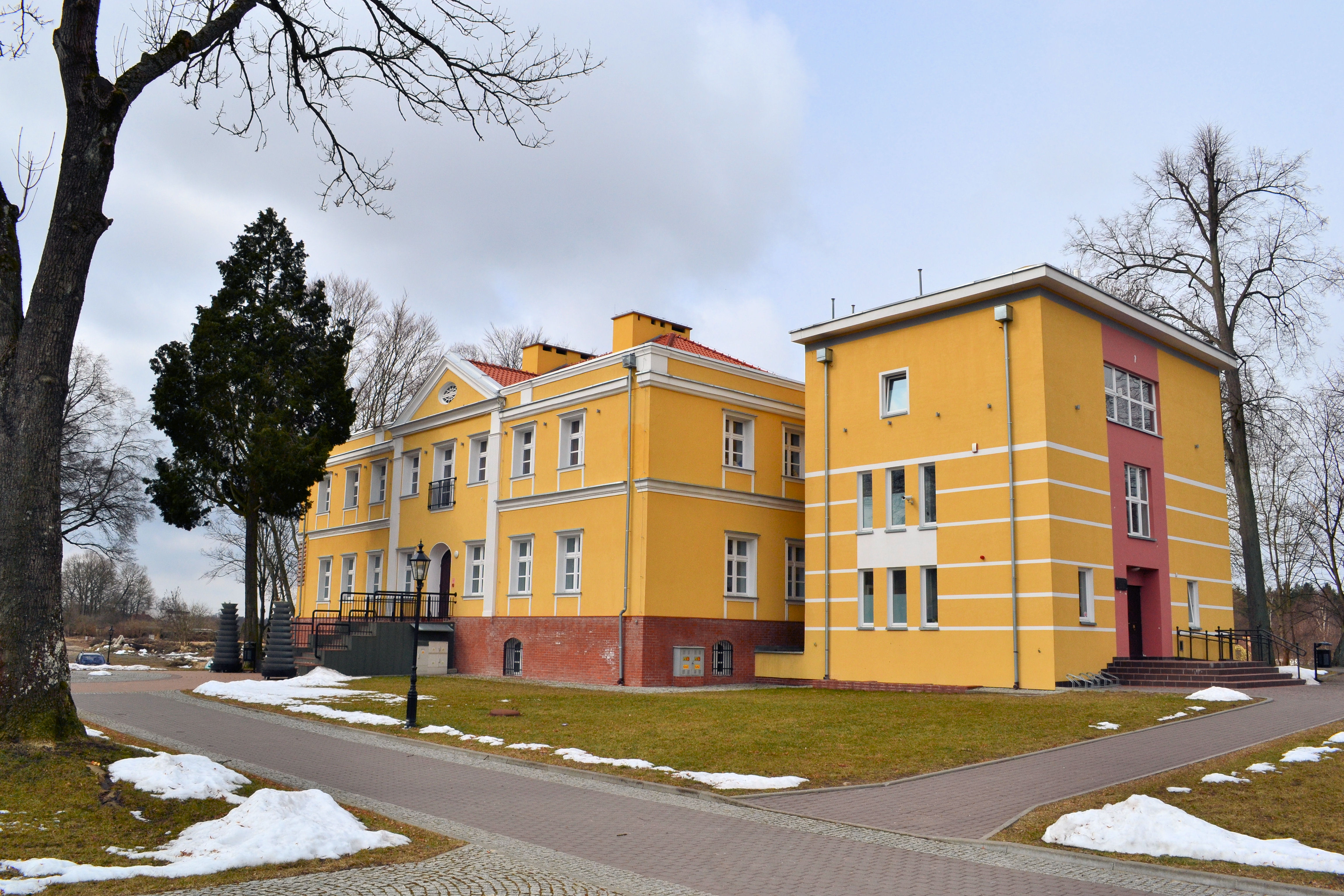
Schloss Kallies, renoviert nach dem Brand von 1945 (Aufnahme 2013)

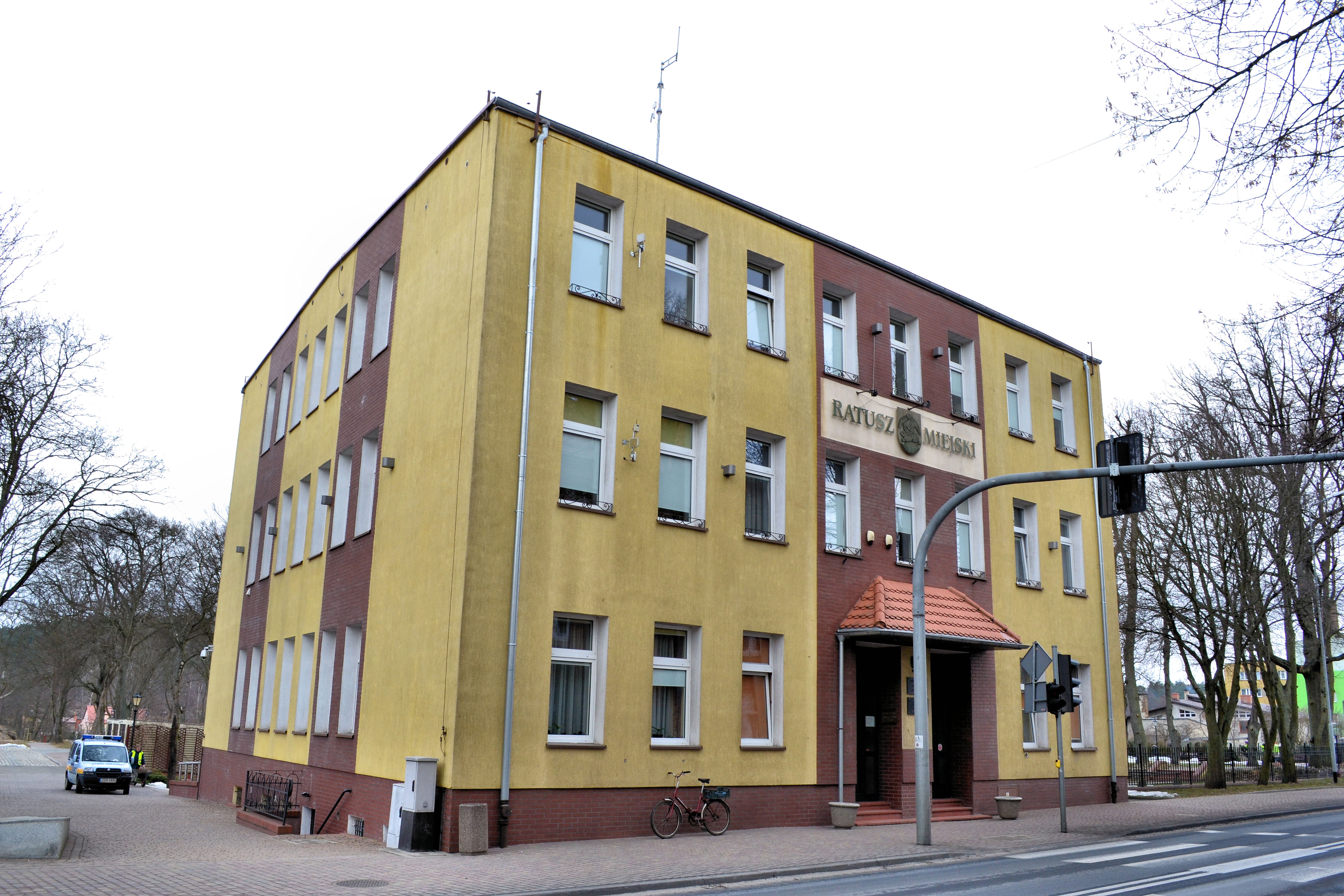
Rathaus

Bei Ausgrabungen im Jahre 1939 entdeckte man in Kallies einen bronzezeitlichen Schatz aus der Zeit um 1000 v. Chr. sowie ein Urnengrabfeld aus den Jahren 200 bis 400 n. Chr. In der Mitte des 13. Jahrhunderts siedelten die brandenburgischen Markgrafen im Gebiet östlich der Drage deutsche Einwanderer an, die auch den Ort Kallies gründeten. Er hatte sich bis zum Anfang des 14. Jahrhunderts bereits so weit entwickelt, dass ihm 1303 von den Markgrafen das Magdeburger Stadtrecht verliehen wurde. Um die Wirtschaftskraft der Stadt weiter zu fördern, erhielt sie zudem das Stapelrecht für Holzkohle und Pech, und um genügend Mittel für den Bau einer Stadtbefestigung aufbringen zu können, wurden der Stadt alle Abgaben erlassen. 1350 erhielt der Ritter Henning von Wedell Kallies als Lehnsbesitz, der 1378 an die Familie von Güntersberg überging. Sie behielt das Lehen bis 1731. In den Jahren von 1402 bis 1455 gehörte die Stadt dem Deutschen Orden, danach war sie Bestandteil der brandenburgischen Neumark. Während der Ordenszeit überfielen polnische Truppen dreimal die Stadt und steckten sie dabei jedes Mal in Brand.
1623 fielen zahlreiche Einwohner von Kallies der Pest zum Opfer, und in den Jahren 1683 und 1771 wurde die Stadt durch Brände so gründlich zerstört, dass ab 1777 mit finanzieller Hilfe des preußischen Königshauses ein umfangreicher Neuaufbau begonnen wurde. Dabei gestaltete man das Straßennetz völlig neu.
Bei der preußischen Verwaltungsneugliederung von 1816 wurde Kallies in den Kreis Dramburg im Regierungsbezirk Köslin in der Provinz Pommern des Deutschen Reichs eingegliedert.
Der Anschluss an das Eisenbahnnetz erfolgte am 1. September 1888 mit der Eröffnung des Streckenabschnitts Deutsch Krone–Kallies. Es folgten 1895 die Bahnlinien nach Arnswalde und nach Stolzenhagen und 1900 nach Falkenburg, wodurch der kleine Ort mit knapp 3000 Einwohnern zu einem bedeutenden Bahnknotenpunkt mit zwei Bahnhöfen wurde. Am Anfang des 20. Jahrhunderts hatte Kallies eine evangelische Kirche, eine Synagoge, Tuchfabriken und war Sitz eines Amtsgerichts; in der Nähe befand sich das Schloss Kallies mit einer Kartoffelstärke-Fabrik.
Die verkehrsmäßige Erschließung begünstigte die Ansiedlung weiterer Industriebetriebe wie der Kalksandsteinfabrik und eines Zementwerks. 1927 schloss die letzte Tuchfabrik.
Nach dem Ersten Weltkrieg entstand ein neues Stadtviertel am Bahnhof durch den Zuzug zahlreicher Bewohner der an Polen abgetretenen Gebiete, nämlich der größeren Teile der Provinz Posen und der Provinz Westpreußen. 1924 begann die Elektrifizierung der Stadt. Das letzte größere Vorhaben der deutschen Einwohnerschaft wurde 1935 mit dem Umbau des Rathauses vollendet. 1938 wurde Kallies, wie der übrige Landkreis Dramburg, dem neu gebildeten Regierungsbezirk Grenzmark Posen-Westpreußen innerhalb der Provinz Pommern zugeordnet.
Gegen Ende des Zweiten Weltkriegs wurde Kallies im Februar 1945 bei dem heftigen Widerstand gegen die Eroberung durch die sowjetischen Truppen zu großen Teilen zerstört. Nach Kriegsende unterstellte die Sowjetunion die Region der Verwaltung der Volksrepublik Polen. Anschließend begann die Zuwanderung polnischer Migranten, die zum Teil aus Ostpolen kamen und die die Wohnstätten der einheimischen Bevölkerung bezogen. Die meisten Einwohner waren bereits vorher geflohen, der Rest wurde anschließend vertrieben.

## Sehenswürdigkeiten
- Die römisch-katholisch Pfarrkirche Mutter Gottes, Königin von Polen, wurde von 1771 bis 1781 errichtet und war bis 1945 evangelisch. Die bisherige gotische Kirche aus dem 14. Jahrhundert wurde wegen Brandschäden abgerissen. Die heutige Kirche ist im klassischen Stil auf einem griechischen Kreuzplan erbaut. Sie hat einen einräumigen Innenraum mit einer flachen Decke. An der Westseite befindet sich der dreigeschossige, mit einem Zeltdach gedeckte Turm. Ursprünglich lag hier der Haupteingang, der sich nunmehr auf der Südseite befindet. Nach 1945 wurde der Seiteneingang von Norden zugemauert und dort der heutige Altar aufgestellt, wodurch sich der Grundriss des Tempels von der Quer- (West-Ost-Achse) zur Längsachse (Süd-Nord-Achse) änderte. Die Pilaster und die Fensteröffnungen sind mit halbrunden Bändern mit markanten Schlusssteinen eingerahmt. Die Kirche wurde nach dem Vorbild der Garnisonskirche in Potsdam gestaltet. Das charakteristische Aussehen der Kirche unterscheidet ihn von allen anderen Kirchen in Pommern. Sie wurde renoviert im 19. Jahrhundert sowie 1968 und 1977.
- Das Schloss Kallies war ursprünglich ein Herrenhaus in Form eines ritterlichen Wohnturms, das in der ersten Hälfte des 14. Jahrhunderts von der Familie Wedel erbaut wurde. Dann wurde es von der Familie Güntersberg, die die Stadt in den Jahren 1378–1732 regierte, in eine befestigte Burg umgewandelt. 1409 brannte sie ab und wurde nach dem Wiederaufbau vor 1450 vermutlich von Heinrich von Güntersberg erweitert. Nach Bränden Ende des 16. Jahrhunderts bauten die Güntersbergs das Schloss als Renaissanceschloss wieder auf, dargestellt auf Merians Kupferstich von 1652. Spätere Umbauten im 18., 19. und 20. Jahrhundert verwandelten es in ein Wohnhaus, ergänzt durch ein zweistöckiges Nebengebäude. Der älteste erhaltene Teil sind gotische Keller und Außenmauern. Nach der Zerstörung in den Nachkriegsjahren wurde das Gebäude mehrfach wieder aufgebaut. Das Schloss ist von einem Park mit zahlreichen alten Bäumen umgeben, das Gebäude selbst beherbergt die Stadtbibliothek sowie Repräsentations- und Ausstellungsräume;

### Demographie
| Jahr | Einwohner | Anmerkungen                                                                        |
| ---- | --------- | ---------------------------------------------------------------------------------- |
| 1719 | 0776      | [ 5 ]                                                                              |
| 1750 | 1016      | [ 5 ]                                                                              |
| 1801 | 1726      | darunter vier Judenfamilien mit 21 Individuen, nach anderen Angaben 1944 Einwohner |
| 1802 | 1673      | [ 7 ]                                                                              |
| 1810 | 1944      | [ 7 ]                                                                              |
| 1816 | 2182      | davon 2080 Evangelische, zehn Katholiken, 92 Juden                                 |
| 1821 | 2097      | [ 7 ]                                                                              |
| 1831 | 2663      | darunter elf Katholiken und 147 Juden                                              |
| 1843 | 2747      | darunter drei Katholiken und 164 Juden                                             |
| 1852 | 3092      | darunter zwei Katholiken und 148 Juden                                             |
| 1861 | 3200      | darunter vier Katholiken und 119 Juden                                             |
| 1875 | 3344      | [ 8 ]                                                                              |
| 1880 | 3499      | [ 8 ]                                                                              |
| 1890 | 3557      | davon elf Katholiken, 52 Juden                                                     |
| 1900 | 3679      | meist Evangelische                                                                 |
| 1925 | 3416      | [ 8 ]                                                                              |
| 1910 | 3373      | [ 9 ]                                                                              |
| 1933 | 3893      | [ 8 ]                                                                              |
| 1939 | 4019      | [ 8 ]                                                                              |

Anzahl Einwohner bis heute

## Verkehr
Die benachbarten größeren Städte Stargard und Wałcz (Deutsch-Krone, Hinterpommern) sind über die Fernstraße 10 zu erreichen. Die Stadt liegt an der Eisenbahnlinie Ulikowo–Piła, die seit 2001 im Personenverkehr stillgelegt war und auf der ab 1. September 2006 wieder Züge von Stargard und Stettin verkehren.

### Städtepartnerschaften
Im Jahr 1999 wurde mit der schleswig-holsteinischen Stadt Kaltenkirchen ein Partnerschaftsvertrag abgeschlossen. Außerdem besteht ein Partnerschaftsverhältnis mit der Stadt Torgelow in Mecklenburg-Vorpommern.

### Söhne und Töchter der Stadt
- Jakob Klinckebeil (1627–1694), deutscher Dichter
- Johann Wilhelm von Dittmar (1725–1792), preußischer Generalmajor
- Hermann Lamprecht (1846–1909), deutscher Glasmacher und Ofenbauer
- Paul Sydow (1851–1925), deutscher Botaniker und Mykologe
- Fritz Torno (1881–1962), deutscher Architekt
- Wilhelm Duhmer (1884–1964), deutscher Kommunalpolitiker, Oberbürgermeister der Stadt Görlitz
- Werner Kienitz (1885–1959), deutscher General der Infanterie, zuletzt Kommandierender General des stellvertretenden II. Armeekorps
- Karl Thäter (1886–1962), deutscher Vizeadmiral
- Karl Scharping (1908–nach 1969), deutscher Journalist und Beamter im Reichsministerium für Volksaufklärung und Propaganda
- Bernhard König (1932–2024), deutscher Romanist und Rektor der Universität zu Köln
- Friedbert Grams (1942–2022), deutscher Politiker (DBD, CDU), ehemaliges Mitglied des Landtags von Mecklenburg-Vorpommern

## Gmina Kalisz Pomorski

### Allgemeines
Die Stadt- und Landgemeinde Kalisz Pomorski misst eine Fläche von 480,93 Quadratkilometern und ist damit die viertgrößte Gemeinde (von 114) in der Woiwodschaft Westpommern. Ihre Fläche macht 27,3 Prozent des Kreises Drawsko Pomorskie (Dramburg) aus.
Mit 7135 Einwohnern steht die Gemeinde an 54. Stelle der Woiwodschaft.
Nachbargemeinden von Kalisz Pomorski sind:
- Drawno (Neuwedell) und Recz (Reetz) im Powiat Choszczeński (Kreis Arnswalde),
- Drawsko Pomorskie (Dramburg), Wierzchowo (Virchow) und Złocieniec (Falkenburg) im Powiat Drawski (Kreis Dramburg),
- Dobrzany (Jacobshagen) und Ińsko (Nörenberg) im Powiat Stargardzki (Kreis Stargard in Pommern),
- Mirosławiec (Märkisch Friedland) und Tuczno (Tütz) im Powiat Wałecki (Kreis Deutsch Krone).

### Gemeindegliederung
Stadt:
- Kalisz Pomorski (Kallies)

Ortsteile (Schulzenämter):
| - Biały Zdrój (Balster) - Bralin (Adolphsruh) - Cybowo (Gutsdorf) - Dębsko (Denzig) - Giżyno (Giesen) - Głębokie (Glambeck) - Krężno (Kesselsee) - Pepłówek (Neufeld) | - Pomierzyn (Pammin) - Poźrzadło Wielkie (Groß Spiegel) - Prostynia (Wildforth) - Sienica (Jakobsdorf) - Stara Korytnica (Alt Körtnitz) - Stara Studnica (Alt Stüdnitz) - Suchowo (Zuchow) |

Übrige Ortschaften:
- Borowo (Alt Springe), Jasnopole (Klarpfuhl), Jaworze (Gabbert), Karwiagać (Kranzwerder), Lipinki (Johannenfeld), Łowno (Lauenbrügge), Pniewy (Jägerhof), Poźrzadło Małe (Klein Spiegel), Pruszcz (Ratheide), Siekiercze (Kattenwerder), Skotniki (Heideschäferei), Smugi (Thalhof), Ślizno (Julienhof), Tarnice und Wierzchucin (Christiansberg)

### Verkehr

#### Straßen
Die Stadt liegt an der bedeutenden Landesstraße 10 (DK 10), die von der deutschen Grenze bei Lubieszyn (Neu Linken) über Stettin und Stargard (Stargard in Pommern) über Wałcz (Deutsch Krone) und Piła (Schneidemühl) bis nach Płońsk (Plöhnen) führt. Sie verläuft auf der Trasse der ehemaligen deutschen Reichsstraße 104, die von Lübeck bis nach Schneidemühl reichte.
Im Ort kreuzt die DK 10 die Woiwodschaftsstraße 175 (DW 175), die von Drawsko Pomorskie (Dramburg) kommend weiter über Choszczno (Arnswalde) bis nach Gorzów Wielkopolski (Landsberg a.d. Warthe) führt und zwischen Dramburg und Kallies auf der Trasse der früheren Reichsstraße 164 verläuft.

#### Schienen
Im Gebiet der Gemeinde Kalisz Pomorski gibt es noch drei Bahnstationen: Kalisz Pomorski (Kallies), Cybowo (Gutsdorf) und Prostynia (Wildforth). In Kalisz Pomorski kreuzen sich die PKP-Bahnstrecken Kostrzyn–Grzmiąca (Küstrin–Gramenz bei Neustettin) und Ulikowo–Piła (Wulkow–Schneidemühl), die seit 2001 im Personenverkehr stillgelegt war und auf der ab 1. September 2006 wieder Züge von Stargard und Stettin nach Kalisz verkehren. Auf der ersten Bahnlinie ist der Verkehr aber eingestellt.
Vor 1945 reichte auch die Kleinbahnlinie Kashagen (heute polnisch: Kozy) – Jacobshagen (Dobrzany) – Klein Spiegel (Poźrzadło Małe) der Saatziger Kleinbahnen bis in das heutige Gemeindegebiet der Stadt.